# APM 30 Lion
L'APM 30 Lion est un avion léger entièrement composite (carbone-époxy) construit à Issoire dans le Puy-de-Dôme, dans les ateliers d'Issoire Aviation.
Dessiné par Philippe Moniot et certifié en 2007, cet avion triplace léger (418 kg à vide pour 736 kg maximum en charge) et économique (moteur Rotax 912S de 100 chevaux fonctionnant aussi bien à l'essence aviation 100LL qu'à l'essence auto SP95) est une évolution du biplace APM 20 Lionceau, certifié en 1999. Il a été présenté au salon du Bourget 2005 (où il fut le plus petit avion présenté en vol, le plus gros étant, cette année-là, l'Airbus A380).
Plusieurs aéro-clubs français ont commandé le Lion comme avion école et de voyage.
Un quadriplace, l'APM 40 Simba, a été présenté au salon du Bourget en 2009.